# Tiny Dancer
„Tiny Dancer“ je píseň anglického hudebníka Eltona Johna. Text k ní napsal Johnův dlouholetý spolupracovník Bernie Taupin. Původně vyšla v listopadu 1971 na Johnově čtvrtém albu Madman Across the Water. V únoru následujícího roku vyšla též jako singl, na jehož druhé straně se nacházela píseň „Razor Face“. V americké hitparádě Billboard Hot 100 se singl umístil na 41. místě. Časopis Rolling Stone píseň zařadil na 397. pozici svého žebříčku 500 nejlepších písní všech dob. Coververze písně nahráli například Ben Folds a Lani Hall.